# Simone Firll
Simone Firll est une joueuse internationale allemande de rink hockey née le 27 août 1990.  

## Palmarès
En 2016, elle participe au championnat du monde.